# Négresse blanche
Albums de Arthur H
Piano solo
(2002) Adieu tristesse
(2005)
Négresse blanche est un album de Arthur H sorti en 2003.
Il est qualifié par les critiques d'« album de la maturité ». C'est un hommage à la gent féminine,.
La photo de l'album est provocante : créée par Jean-Baptiste Mondino, elle représente le musicien devant une femme nue, surélevée, dont on ne voit que le tronc, un sein, un bras sur une cuisse, l'autre bras sur l'épaule du chanteur, et les jambes ouvertes. Enfin, des taches blanches et des calligraphies sauvages maculent le cliché.

## Liste des morceaux
| No  | Titre                 | Durée |
| --- | --------------------- | ----- |
| 1.  | Marilyn Kaddish       | 4:05  |
| 2.  | Le Jardin des Délices | 4:12  |
| 3.  | Saint Christophe      | 2:58  |
| 4.  | Nancy & Tarzan        | 3:55  |
| 5.  | Avanti!               | 2:46  |
| 6.  | Lily Dale             | 4:40  |
| 7.  | La Légion Étrange     | 3:40  |
| 8.  | Prélude of light      | 1:10  |
| 9.  | City of light         | 4:10  |
| 10. | 14 juillet 2002       | 4:06  |
| 11. | Bo Derek              | 2:42  |
| 12. | Lady X                | 3:31  |
| 13. | Négresse blanche      | 3:10  |
| 14. | Raïssa                | 8:01  |
| 15. | Le Nantais            | 9:58  |